# يولس-إيميل فيرشافت
يولس-إيميل فيرشافت (بالفرنسية: Jules-Émile Verschaffelt) (ولد في 27 يناير 1870 في غنت، بلجيكا - توفي في 22 ديسمبر 1955) هو فيزيائي بلجيكي. شارك في مؤتمر سولفاي للفيزياء الخامس سنة 1927.

## سيرة
كان يعمل في مختبر هايك كامرلينغ أونس في ليدن من 1894 حتي 1906، ومن 1914 حتي 1923. من 1906 إلى 1914، كان يعمل في جامعة بروكسل الحرة ومن 1923 حتي 1940 في جامعة غنت.
| المشاركون في مؤتمر سولفاي الخامس للفيزياء سنة 1927 انقر على وجه كل عالم للمزيد |
| الصف الخلفي (من اليسار إلى اليمين): أوغوست بيكارد، إيميل هنريوت، بول إهرنفست، إدوارد هرتزن، تيوفيل دو دوندر، إروين شرودنغر، يولس-إيميل فيرشافت، فولفغانغ باولي، فيرنر هايزنبيرغ، رالف فاولر، ليون برويون. |
| الصف في الوسط (من اليسار إلى اليمين):بيتر ديباي، مارتن كنودسن، وليم لورنس براغ، هندريك أنتوني كرامرز، بول ديراك، آرثر كومبتون، لويس دي بروي، ماكس بورن، نيلز بور.                                         |
| الصف الأمامي (من اليسار إلى اليمين):إرفينغ لانغموير، ماكس بلانك، ماري كوري، هندريك أنتون لورنتس، ألبرت أينشتاين، بول لانجفان، تشارلز أوجين غاي، تشارلز ويلسون، أوين ريتشاردسون.                           |